# Sigrid Corneo
Sigrid Teresa Corneo (Lecco, 27 d'abril de 1970) és una ciclista eslovena d'origen italià. Professional del 2000 al 2010, un cop retirada s'ha dedicat a la direcció esportiva.

## Palmarès
- 1996
  - Vencedora d'una etapa al Giro del Trentino
  - Vencedora d'una etapa al Tour ciclista femení
- 2004
  - Vencedora d'una etapa a la Volta a Costa Rica
- 2005
  - Vencedora d'una etapa a la Volta a El Salvador
- 2007
  - 1a al Tour féminin en Limousin[1] i vencedora d'una etapa
- 2009
  -  Campiona d'Eslovènia en ruta